# The Legendary Starfy
The Legendary Starfy (伝説のスタフィー たいけつ！ダイール海賊団?, Densetsu no Stafi: Taiketsu! Dire Kaizokudan) è un videogioco a piattaforme del 2008 sviluppato da TOSE e pubblicato da Nintendo per Nintendo DS.
Quinto titolo della serie che vede protagonista Starfy, è il primo localizzato per il mercato statunitense.

## Modalità di gioco
Platform simile alla serie Kirby, in The Legendary Starfy sono presenti diversi minigiochi.